# Ophrys

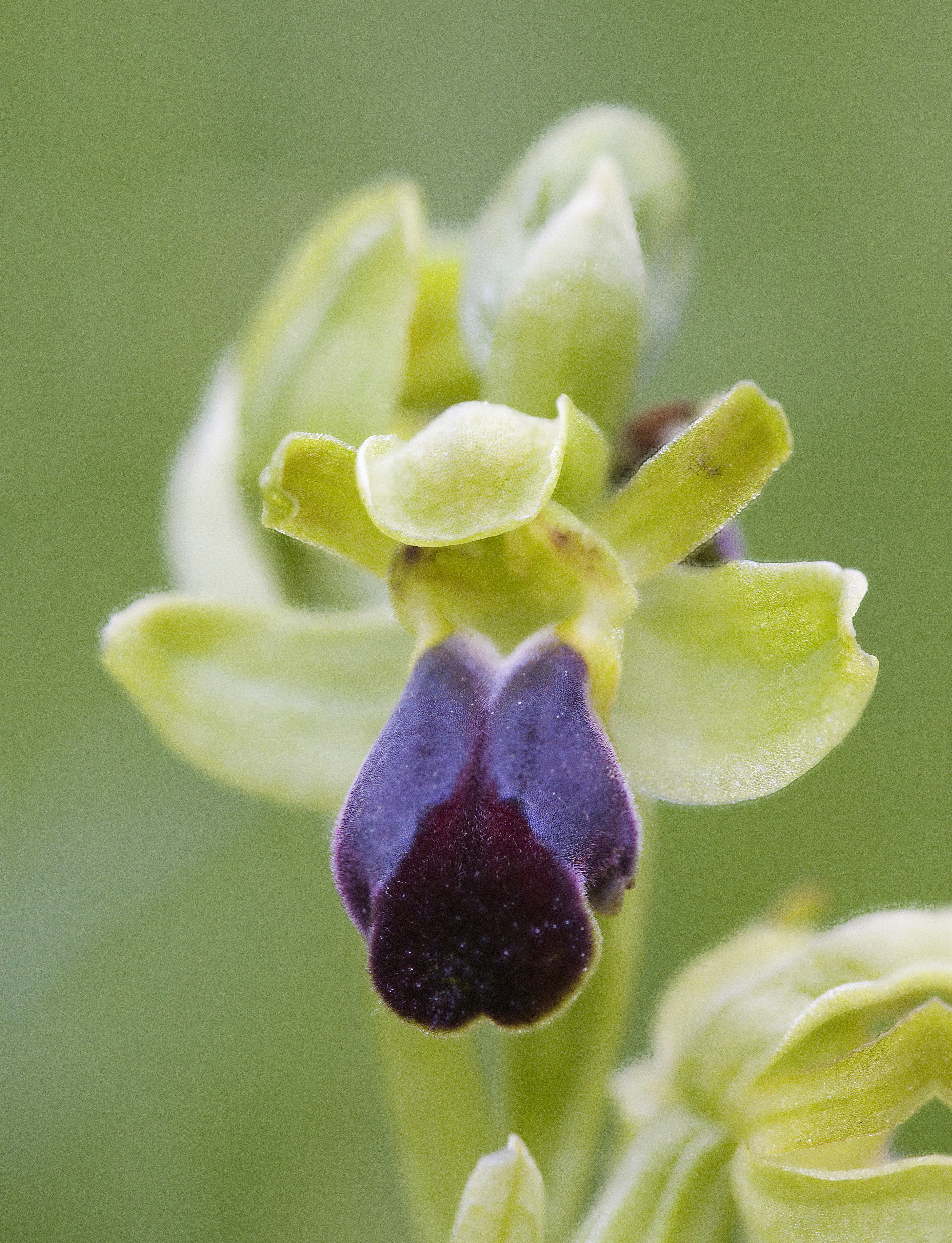
Ophrys sulcata

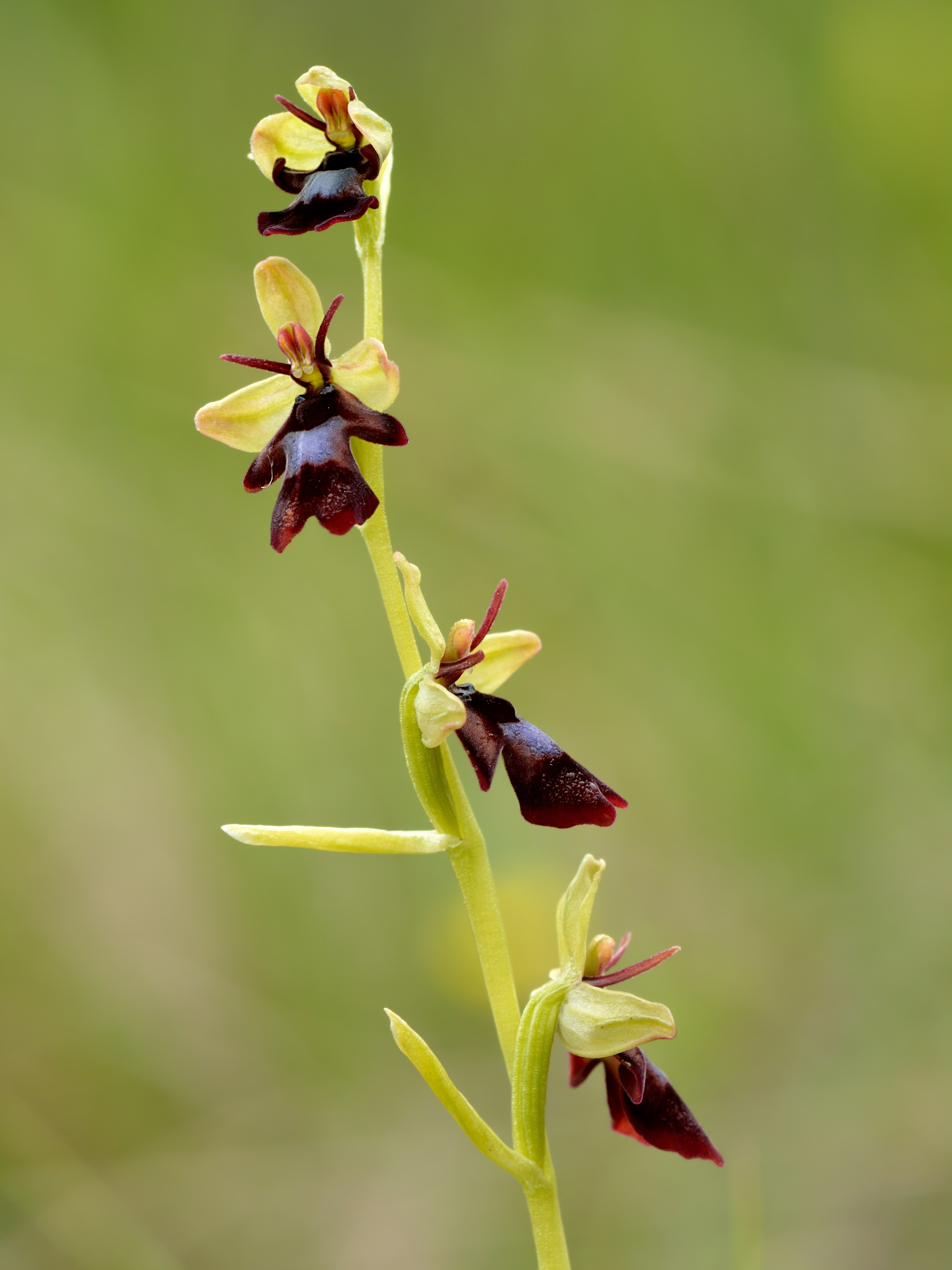
Ophrys insectifera

 Ophrys  es un género con numerosas especies de orquídeas de hábito terrestre pertenecientes a la subfamilia Orchidoideae.

## Etimología
Su nombre "Ophrys" deriva de la palabra griega: όφρύς "ophrys"="ceja". Ophrys se menciona por vez primera en el libro "Historia Natural" de Plinio el Viejo (23-79 AD).

Estas orquídeas se denominan comúnmente "orquídeas abeja" porque las flores de muchas especies se asemejan a los cuerpos de los abejorros y de otros insectos.

## Distribución y hábitat
Las especies de este género se distribuyen desde el centro y sur de Europa, África, Asia Menor, llegando hasta las montañas del Cáucaso, pero principalmente en la cuenca del Mediterráneo. Están consideradas el grupo de orquídeas terrestres europeas más importante. El género en su conjunto muestra claras preferencias calcícolas y heliófilas. Para algunas especies se admite tolerancia a los suelos ácidos o a los húmedos. Habitan matorrales, tomillares, pastizales más o menos empobrecidos y lugares abiertos.

## Descripción
Son hierbas perennes por lo común de pequeña talla, con una roseta basal de hojas más o menos definida, y otras caulinares de menor tamaño, sin manchas. Estas orquídeas terrestres tienen tubérculos subterráneos, globulares, y pequeños de los cuales sale el tallo floral. Las inflorescencias son racimos laxos y paucifloros, con brácteas florales foliáceas. Las flores son muy vistosas. De dos a doce flores se desarrollan en cada tallo floral. Las flores son únicas, no solo por su inusual belleza, gradación de color y formas excepcionales, sino también por la forma como atraen a los insectos polinizadores. Su labelo imita a varios insectos tales como abejas, abejorros, escarabajos o avispas, atrayendo y engañando al polinizador.

El sépalo dorsal es más o menos cóncavo y en muchas especies parece formar un pequeño casco sobre la columna. Los sépalos laterales, abiertos, son de color verde, rosa o blanquecino. Los pétalos laterales suelen ser menores, a veces filiformes, de color semejante al de los sépalos. El labelo constituye la estructura de mayor tamaño y la más llamativa. En la mayoría de las especies presenta la forma de un insecto y se divide en tres lóbulos, los laterales de morfología y disposición muy variable; el central generalmente abombado, con el ápice desde apendiculado (Ophrys scolopax), a escotado (Ophrys dyris) o revoluto (Ophrys tenthredinifera). Puede tener diversos grados de pilosidad, dibujos, espejuelos, crestas. En el centro de la flor se encuentra la columna. En su base se encuentra la abertura o cavidad estigmática, y por encima de ésta se alza la parte de la columna que aloja las dos polinias, cada una con una larga caudícula y de dispersión independiente. En muchas especies, los laterales de la abertura estigmática tienen dos pequeños y brillantes bultitos que pueden parecer los ojos de un insecto y, por ello, se denominan falsos ojos. El ovario es sésil y los frutos contienen hasta 10000-15000 semillas.

## Ciclo de crecimiento
Durante el verano estas orquídeas están en reposo (es decir, pierden la parte aérea y sobreviven el calor y sequía del estío gracias a sus tubérculos subterráneos, que sirven como reserva de agua y nutrientes). A lo largo del verano, entonces, se seca toda la parte aérea y, al llegar el otoño, con algo más de fresco y lluvia, se suelen desarrollar las hojas de la roseta basal, que permanecen durante el invierno. Ello permite que se inicie la formación de un nuevo tubérculo durante el otoño. Se detiene casi su desarrollo durante el invierno y se acelera a la primavera siguiente. La formación de la inflorescencia ocurre a costa de los nutrientes almacenados en el tubérculo viejo, no del nuevo, que actuará al siguiente año. Cuando se seca la parte aérea el tubérculo viejo está prácticamente agotado. No todos los años se produce la floración. Parece que la planta debe ir acumulando materia a lo largo de más de un año, aumentando su peso y el número y tamaño de sus hojas.

## Polinización
La polinización tiene lugar por engaño sexual o pseudocopulación, ya que el labelo imita a las hembras de ciertos himenópteros, e inclusive a otros grupos de insectos. El género se divide en dos secciones en función de la posición que adopta el abejorro al ser engañado. Si el insecto se dispone con la cabeza hacia el centro de la flor (polinización cefálica), se trata de la sección Ophrys, la más amplia del género. Si, por el contrario, el insecto mira hacia el exterior de la flor y transporta los polinarios sobre el abdomen (polinización abdominal), se trata de la sección Pseudophrys, menos numerosa pero no menos compleja en lo taxonómico.
El engaño no es sólo visual, también táctil e incluso olfativo. La relación es bastante específica. Los machos de himenópteros suelen emerger de la ninfa antes que las hembras e intentan la cópula con las orquídeas con mucho entusiasmo. Una pseudocópula puede durar desde pocos segundos hasta un cuarto de hora. A pesar de tan refinado sistema, la hibridación natural parece ser frecuentísima.
Las flores de Ophrys producen también sustancias aromáticas. No tienen exactamente las mismas feromonas que segregan las hembras de los insectos, pero sí una buena cantidad de sustancias cuyo conjunto también debe resultar atractivo y estimulante para los machos. En algunos casos, las semejanzas con un insecto son muy evidentes en pilosidad, máculas, crestas, ojos, etc.
Cada especie de Ophrys tiene su propio insecto polinizador y depende completamente de esta especie polinizadora para su supervivencia. 